# Nickel-Wasserstoff-Akkumulator

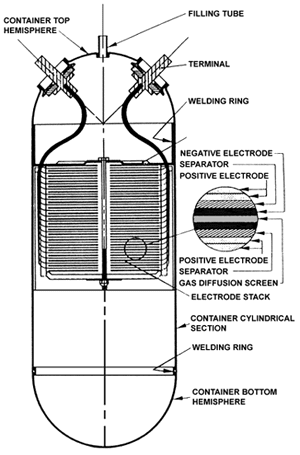

Ein Nickel-Wasserstoff-Akkumulator (NiH2) ist eine wiederaufladbare elektrochemische Spannungsquelle auf der Basis von Nickel und Wasserstoff. Er wurde in den 1980er-Jahren entwickelt und wurde und wird insbesondere in Raumflugkörpern angewendet.

## Technik
Wasserstoff wird in einer Druckzelle gespeichert und unterscheidet sich dadurch von den Nickel-Metallhydrid-Akkus. NiH2-Zellen sind teuer und unhandlich, besitzen aber gute elektrische Eigenschaften, die sie zu einem bevorzugten Speicher für elektrische Energie in Satelliten und Raumsonden machen.
Die Energiedichte beträgt 75 Wh/kg, bezogen auf das Volumen jedoch lediglich 60 Wh/dm³. Die Lagerfähigkeit beträgt mehrere Jahre. Die Leerlaufspannung beträgt 1,55 V, die Spannung unter Last ca. 1,5 V und die Entladespannung 1,25 V. Die Zellen verkraften mehr als 20.000 Ladezyklen. Über Druck- und Spannungssensoren lässt sich der Ladezustand recht exakt bestimmen.

## Anwendungen
Zahlreiche Weltraumapparate, darunter auch die ISS und der Mars Global Surveyor der NASA, wurden mit Nickel-Wasserstoff-Akkus ausgestattet.
Beim seit 2020 für den japanischen Markt gebauten Personenwagen Toyota Aqua ermöglichte die Umstellung von Nickel-Metallhydrid-Akkus auf Nickel-Wasserstoff-Akkus eine Verdopplung der maximal möglichen elektrischen Leistung durch Verringerung des Innenwiderstands des Akkus.

schematische Wiedergabe
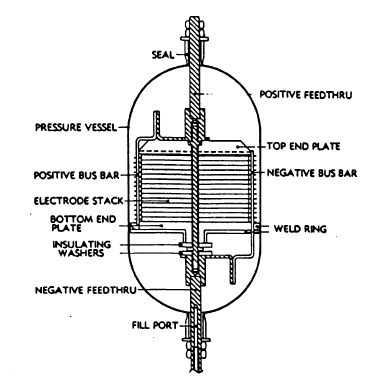
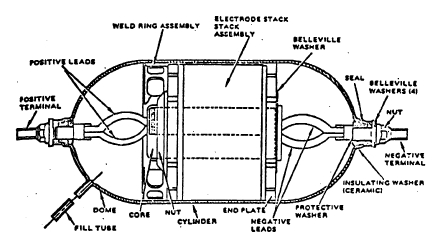
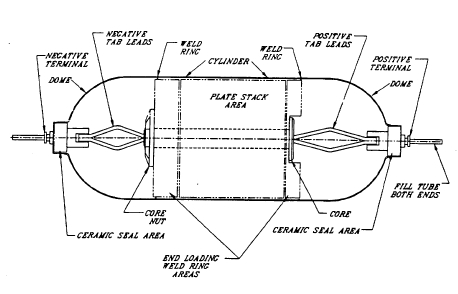
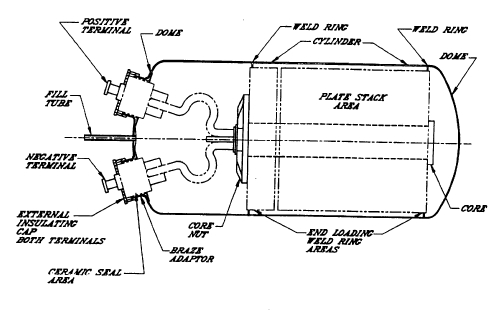
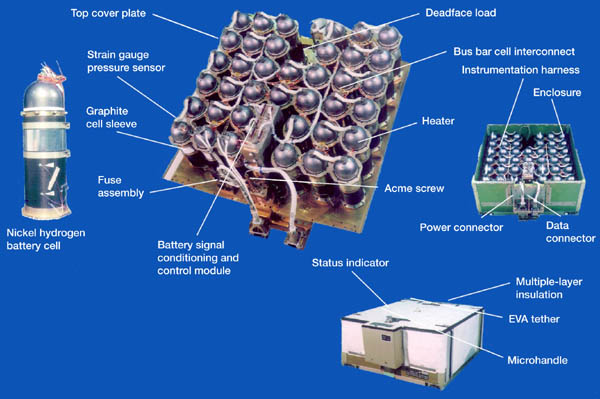